# Josef von Sternberg
Josef von Sternberg (Jonas Sternberg) (29. maj 1894 i Wien – 22. december 1969 i Hollywood) var en østrigsk-tysk-amerikansk filminstruktør. Han har fået en stjerne på Hollywood Walk of Fame. 

## Film (udvalg)
- The Salvation Hunters (1925)
- Den blå engel (1930) (originaltitel Der Blaue Engel)
- Shanghai Express (1932)
- Blonde Venus (1932)
- Den røde kejserinde (1934)
- Sergeant Madden (1939)
- Jet Pilot (1957)